# Óscar Laguna
Óscar Laguna García (* 21. Februar 1978 in Puigreig) ist ein spanischer Radrennfahrer.
Óscar Laguna begann seine Karriere im Jahr 2000 bei dem spanischen Radsportteam Colchon Relax-Fuenlabrada. In seiner zweiten Saison entschied er eine Etappe bei der Katalonien-Rundfahrt für sich und wurde Dritter in der Zwischensprintwertung der Vuelta a España. 2004 gewann er eine Etappe bei der Aragon-Rundfahrt. Seit 2006 ist Laguna kein Profi mehr. In seinem ersten Jahr als Amateur gewann er zwei Etappen sowie die Gesamtwertung der Volta a Galicia und jeweils eine Etappe bei der Vuelta a Avila und bei der Semana Aragonesa. 2007 gewann er wieder die Volta a Galicia und den Gran Premio Área Metropolitana.

## Erfolge
2001
- eine Etappe Katalonien-Rundfahrt

2004
- eine Etappe Aragon-Rundfahrt

2007
- Gran Premio Área Metropolitana

## Teams
- 2000 Colchon Relax-Fuenlabrada
- 2001 Colchon Relax-Fuenlabrada
- 2002 Relax-Fuenlabrada
- 2003 Colchon Relax-Fuenlabrada
- 2004 Relax-Bodysol
- 2005 Relax Fuenlabrada